# Ribeirãozinho (Brasil)
Ribeirãozinho es un municipio brasilero del estado de Mato Grosso. Se localiza a una latitud 16º29'07" sur y a una longitud 52º41'32" oeste, estando a una altitud de 477 metros. Su población estimada en 2004 era de 2.263 habitantes.
Posee un área de 625,7 km².